# HU-210
HU-210 — синтетический каннабиноид класса дибензопиранов.

## История
HU-210 впервые синтезирован в 1988 г. группой исследователей из Еврейского университета (HU — аббревиатура Hebrew University). В 2009 году вещество было обнаружено в составе курительных смесей Spice, Genie и Yukatan Fire, изъятых на территории США.

## Биологическая активность
HU-210 является неселективным полным агонистом каннабиноидных рецепторов CB1 и CB2, в 100 раз более действенным, чем тетрагидроканнабинол, основное действующее вещество марихуаны. Действие HU-210 на животных аналогично действию тетрагидроканнабинола. Действие на организм человека изучено недостаточно.

## Изомеры
Изомер HU-210, дексанабинол (HU-211, (6aS,10aS)-9-(гидроксиметил)-6,6-диметил-3-(2-метилоктан-2-ил)-6a,7,10,10a-тетрагидробензо[c]хромен-1-ол) не обладает психоактивным действием, но является NMDA-антагонистом.

## Запреты
HU-210 запрещён во многих странах, в частности в России он включён в Список I (Препараты, оборот которых запрещён в РФ).